# Oxytropis kubanensis
Oxytropis kubanensis är en ärtväxtart som beskrevs av Leskov. Oxytropis kubanensis ingår i släktet klovedlar, och familjen ärtväxter. Inga underarter finns listade i Catalogue of Life.